# Tulja

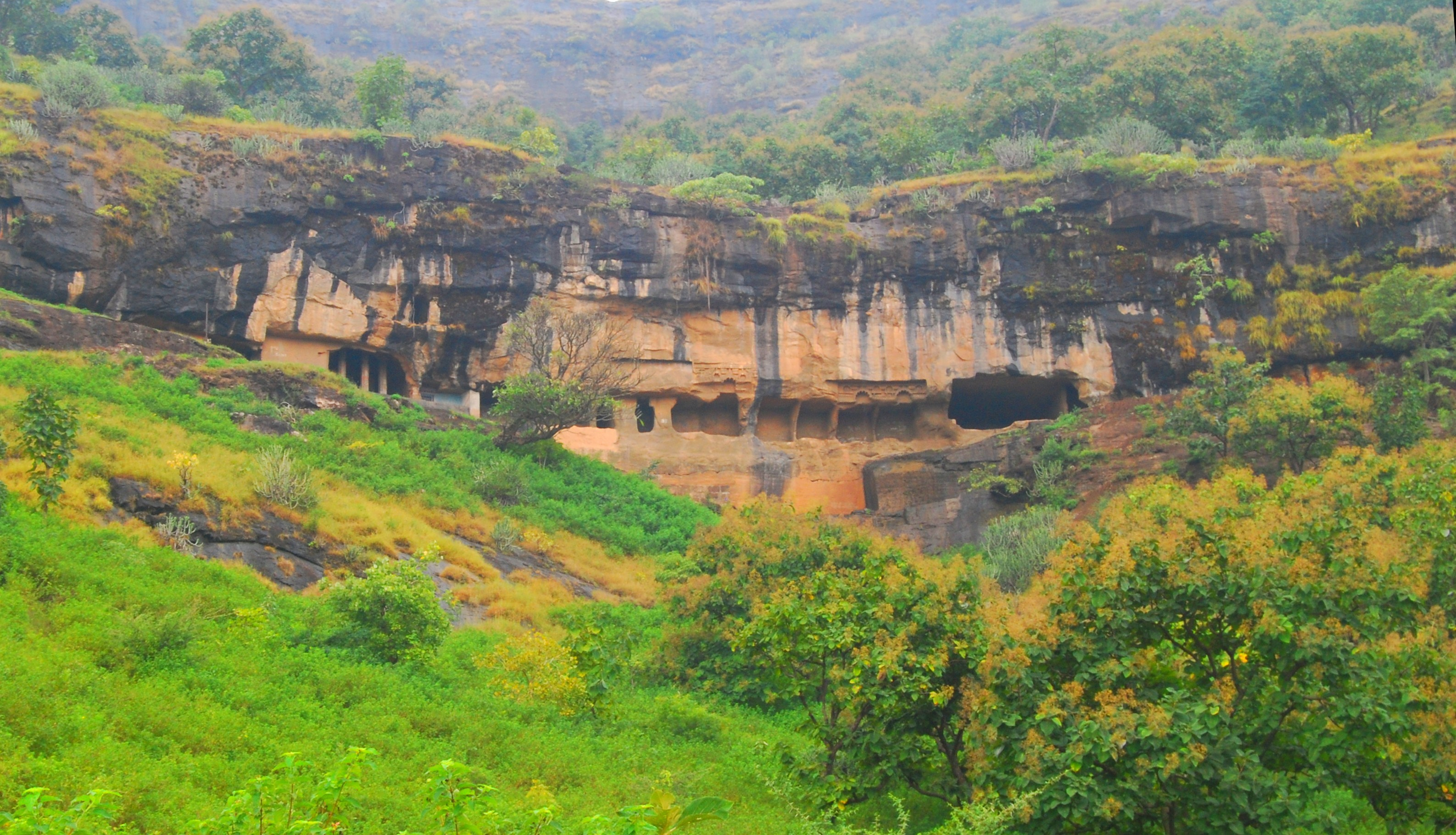
Tulja-Höhlenkloster

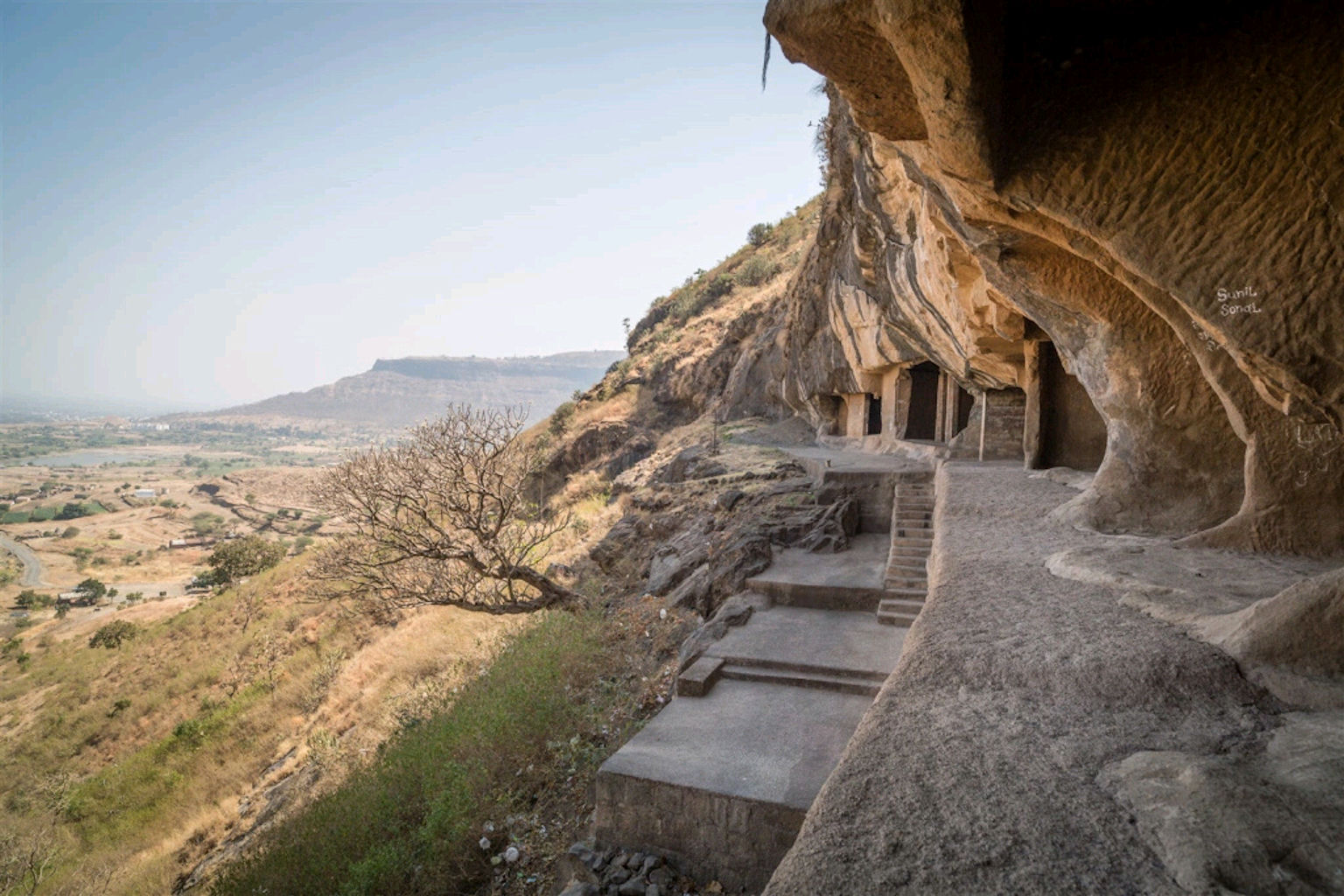
Tulja-Höhlenkloster

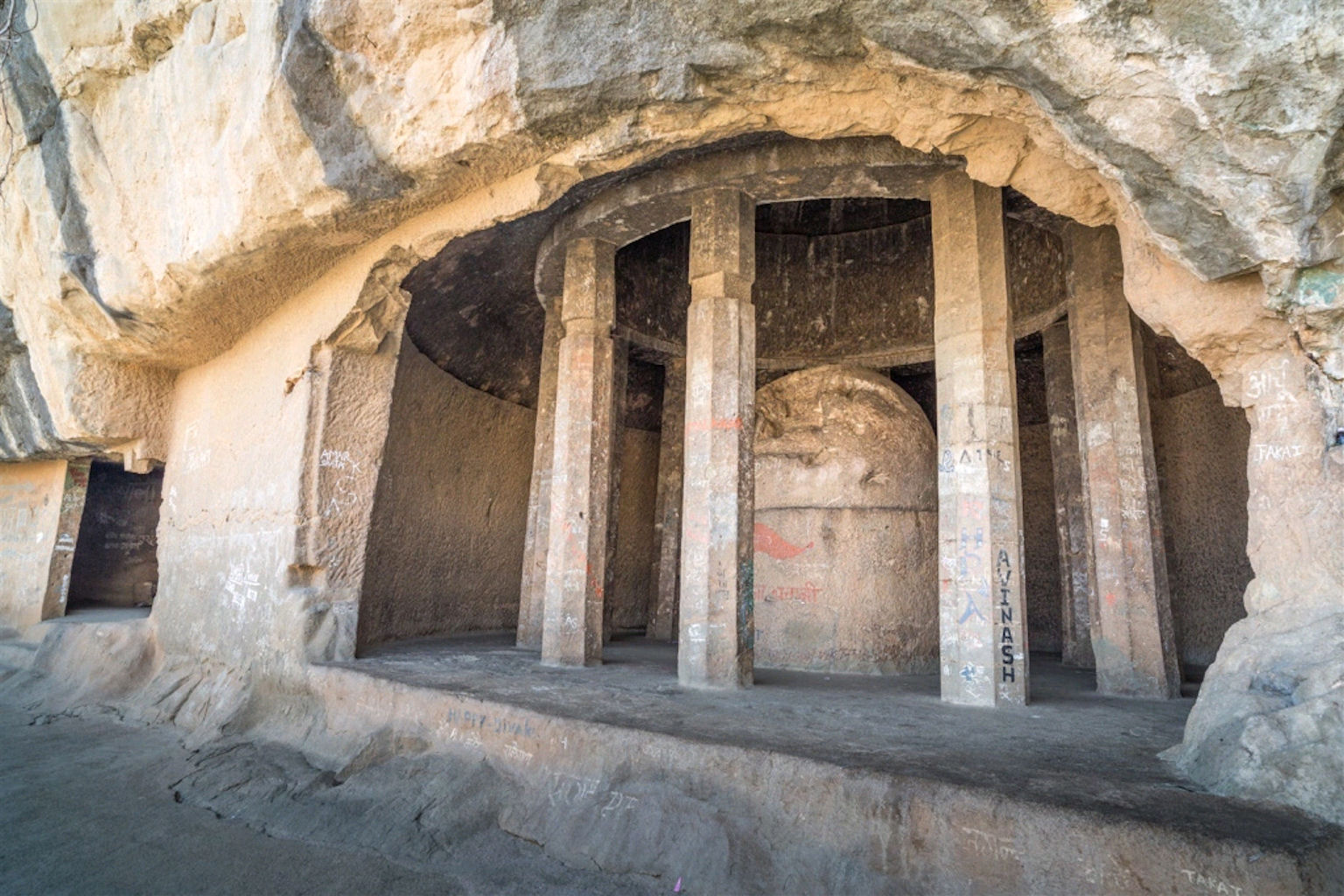
Runde Chaitya-Halle mit Stupa

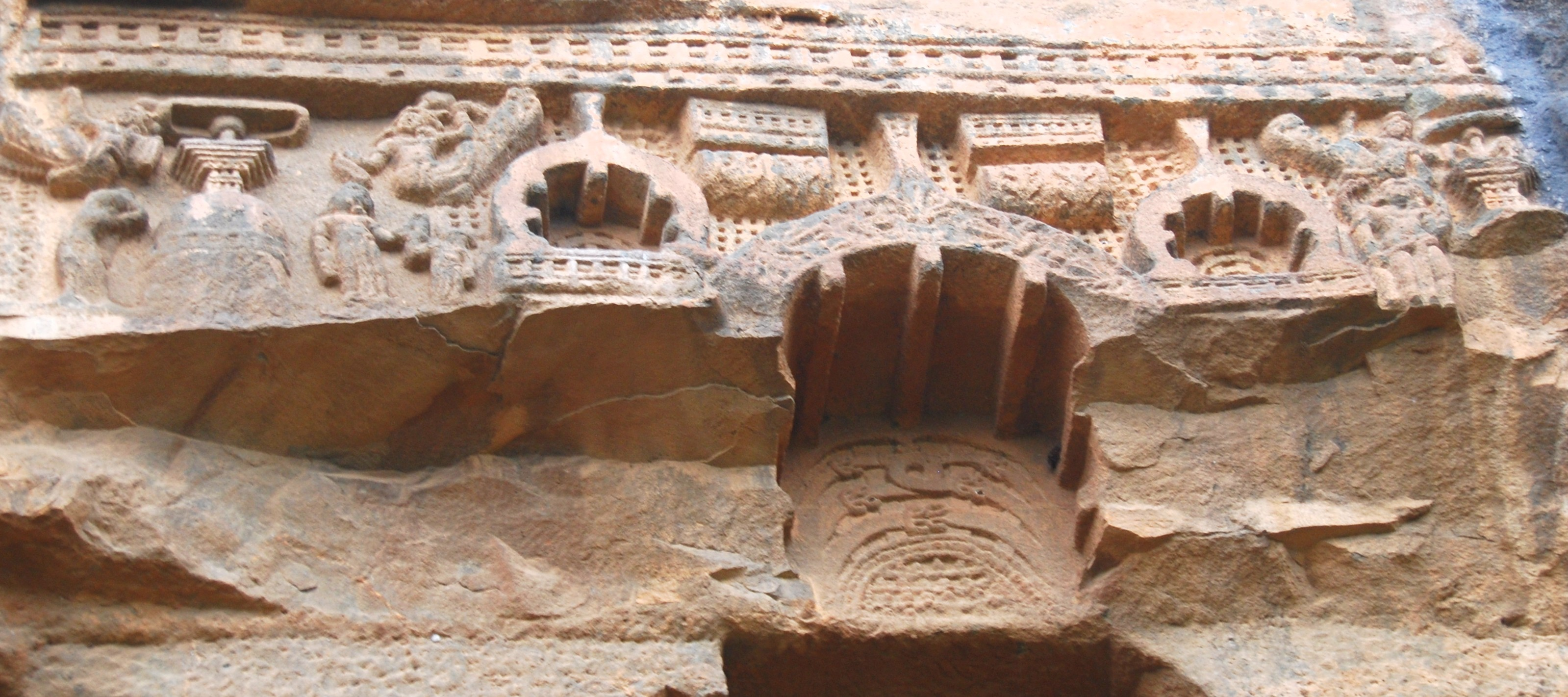
Verzierung eines Höhleneingangs mit chandrasalas etc.

Die insgesamt 11 Tulja-Höhlen bilden zusammen ein buddhistisches Höhlenkloster bei der Stadt Junnar im Distrikt Pune im indischen Bundesstaat Maharashtra.

## Lage
Die etwa 150 m über der Talsohle und insgesamt ca. 900 m hoch gelegenen Tulja-Höhlen sind zumeist nach Süden orientiert; sie befinden sich in einer Felswand etwa 4 km (Fahrtstrecke) westlich von Junnar.

## Datierung
Die der Hinayana-Strömung des Buddhismus zuzurechnenden Höhlen stammen aus der Zeit zwischen dem 1. Jahrhundert v. Chr. bis zum 3. Jahrhundert n. Chr.

## Beschreibung
Die von Mönchen (bhikkhus) und Hilfskräften in den Fels hineingetriebenen Höhlen sind um eine mittlere runde Kulthalle (chaitya) mit 12 Säulen mit oktogonalem Querschnitt gruppiert. Die Decke der Höhle ist kuppelförmig gestaltet (nahezu einmalig im antiken Indien), doch ist der Stupa (dagoba) vollkommen schmucklos. Alle anderen Höhlen sind eher kleine Wohnhöhlen (viharas) mit Mönchszellen in den Außenwänden. Daneben gibt es kleinere Zisternenbecken.

## Sonstiges
- Eine der Mönchszellen ist zu einem kleinen hinduistischen Kultraum umgewandelt worden. Hier befindet sich ein primitiv anmutendes Kultbild einer auf einem Löwen sitzenden Göttin (Durga oder einer ihrer Aspekte?).
- In den Felsboden im Eingangsbereich einer der Höhlen ist eine quadratische Spielfläche mit 64 Feldern geritzt; ob hier Schach gespielt wurde oder etwas anderes, ist unbekannt.
- Die Wände der Höhlen sind von zahlreichen vandalistischen Graffiti verunstaltet.